# Cheverly (stacja metra)
Cheverly – stacja linii pomarańczowej metra waszyngtońskiego. Znajduje się w Cheverly w stanie Maryland. Przystanek został otwarty 17 listopada 1978 roku.